# Левченко, Григорий Семёнович
Григорий Семёнович Левченко (02.01.1913—12.04.1977) — командир отделения роты связи 363-го стрелкового полка (114-я Свирская Краснознаменная стрелковая дивизия, 99-й стрелковый корпус, 14-я армия, Карельский фронт), сержант, участник Великой Отечественной войны, кавалер ордена Славы трёх степеней.

## Биография
Родился 2 января 1913 года в селе Тыргетуй (по другим данным в селе Покровское ныне Зеньковского района Полтавской области (Украина)). Отец его воевал в гражданскую войну, вернулся Георгиевским кавалером. Учась в школе, Григорий подавал большие надежды в математике. Не закончив учебу, был вынужден работать продавцом. Затем был направлен на курсы бухгалтеров, а в 1936 году был призван в армию.
В Красной Армии с 7 июля 1941 года. В действующей армии – с 13 октября 1941 года. Воевал на Карельском фронте. Принимал участие в Свирско-Петрозаводской и Петсамо-Киркинесской наступательных операциях.
Попал служить в 114-ю сибирскую стрелковую дивизию. С фашистами бился под Ленинградом. Григорий Левченко в сильную морозную ночь с пятью «охотниками» вышли на выполнение задания. Залегли на нейтральной полосе. Через несколько минут впереди них показались белофинские снайперы. За ними мелькали автоматчики. Они сопровождали их до передового края. Наши разведчики открыли огонь по противнику. Уложили несколько белофиннов. Наши без потерь отошли назад. Левченко за храбрость и находчивость был награждён медалью «За боевые заслуги».
Командир отделения роты связи 363-го стрелкового полка (114-я стрелковая дивизия, 7-я армия, Карельский фронт) сержант Левченко 7 июля 1944 года в бою северо-западнее населённого пункта Салми (Карелия) заменил раненого командиpa взвода, успешно выполнил боевую задачу, уничтожил 4 пехотинцев, вывел из-под огня 15 раненых воинов. Связь работала бесперебойно, что способствовало общему успеху полка.
Приказом командира 114-й стрелковой дивизии от 6 августа 1944 года сержант Левченко Григорий Семёнович награждён орденом Славы 3-й степени.
114-я стрелковая дивизия в сентябре 1944 года была передислоцирована на Кольский полуостров и приступила к подготовке к наступлению. 7 октября 1944 года в наступательном бою в районе посёлка  Петсамо (ныне посёлок городского типа Печенга Мурманской области) Г. С. Левченко обеспечил управление подразделениями во время всего боя. Неоднократно под огнём противника устранял повреждения на линиях связи. Командиром полка представлен к награждению орденом Красной Звезды.
Приказом командира 114-й стрелковой дивизии полковника Кощиенко Н. А. 25 октября 1944 года сержант Левченко Григорий Семёнович награждён вторым орденом Славы 3-й степени.
8 октября 1944 года установил 2 промежуточные станции, обеспечил постоянное управление боем подразделений. При контратаке противника, в момент, когда поддерживающие артиллеристы остались без связи, предоставил им свою линию и обеспечил управление артиллерийским огнём и отражение контратаки. В ходе дальнейшего боя неоднократно устранял повреждения линий связи.
Приказом командующего 14-й отдельной армией от 31 июля 1945 года сержант Левченко Григорий Семёнович награждён орденом Славы 2-й степени.
8 октября 1944 года во время боя за опорный пункт высоты 237.1 Левченко под огнём противника на открытой местности устранил 8 порывов линии связи. 25 октября 1944 года награждён орденом Славы 3 степени. 
Указом Президиума Верховного Совета СССР от 17 февраля 1970 года в порядке перенаграждения Левченко Григорий Семёнович награждён орденом Славы 1-й степени.
В июле 1945 года демобилизован. Возвратился в родное село Тыргетуй. Более двадцати лет проработал бухгалтером в селе Егоровск Аларского района Иркутскской области. Был участником ВДНХ, награждён медалью ВДНХ.
Умер 12 апреля 1977 года. Похоронен на кладбище села Егоровск Аларский район Иркутской области.

## Награды
- Полный кавалер ордена Славы:
  - орден Славы I степени (17.02.1970)[4];
  - орден Славы II степени (31.07.1945)[5];
  - орден Славы III степени (06.08.1944)[6];
- медали, в том числе:
  - «За боевые заслуги» (27.04.1944)[7]
  - «За оборону Ленинграда» (01.08.1944)
  - «За оборону Советского Заполярья» (29.06.1945)[8]

- - «В ознаменование 100-летия со дня рождения Владимира Ильича Ленина» (6 апреля 1970)
  - «За победу над Германией в Великой Отечественной войне 1941—1945 гг.» (9 мая 1945[9])[10]
  - «20 лет Победы в Великой Отечественной войне 1941—1945 гг.» (7 мая 1965[11])
  - «30 лет Победы в Великой Отечественной войне 1941—1945 гг.»[12]

- - «50 лет Вооружённых Сил СССР» (26 декабря 1967[13])
- Знак «25 лет победы в Великой Отечественной войне» (1970)

## Память
- На могиле установлен надгробный памятник
- Его имя увековечено в Главном Храме Вооружённых сил России, и навсегда запечатлено на мемориале «Дорога памяти»[14].
- Его имя присвоено Егоровской 8-летней школе.